# 骑枪

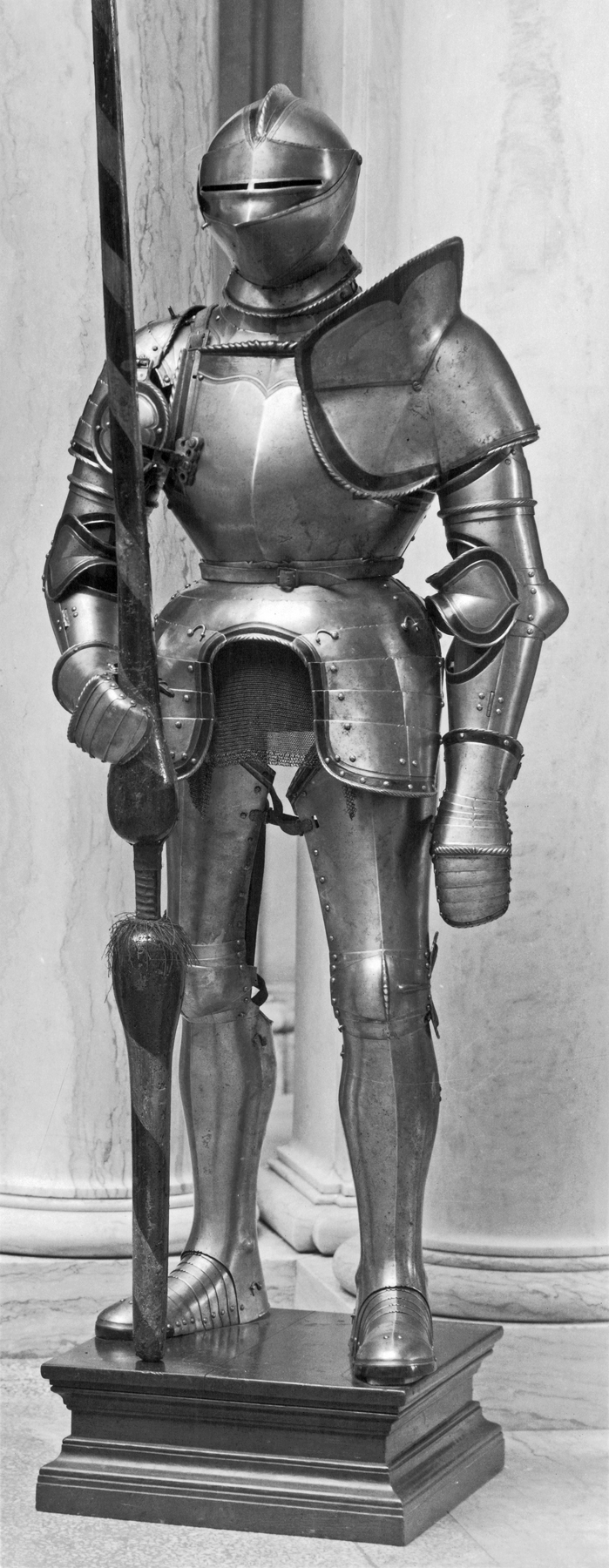
騎槍與盔甲。

1916年正在清潔騎槍的不列顛騎兵。

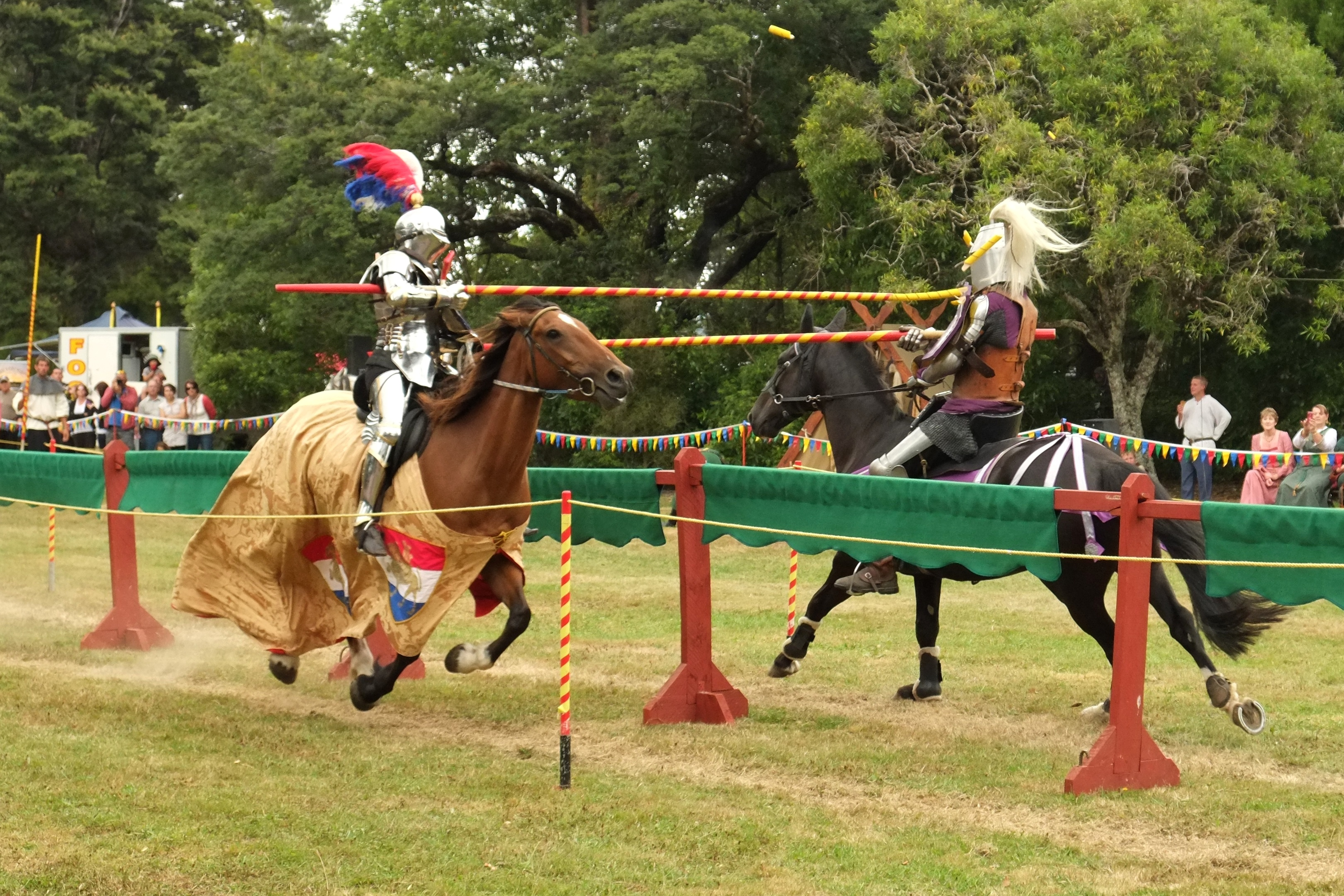
以騎槍進行馬上槍競技。

騎槍（Lance），或稱騎士槍、騎兵槍，是一種騎兵用的槍類長兵器，通常被密集騎兵陣中的騎兵使用，用於衝垮對方的陣形，西元前就已經出現，到20世紀初才隨著騎兵從戰場上淘汰。用於戰場的騎槍有尖銳的槍頭，但用於競技比賽的騎槍通常是鈍頭。